# 鳥谷宏之
鳥谷 宏之（とりたに ひろゆき、1979年〈昭和54年〉9月20日 - ）は、日本の俳優。鳥取県出身。ミッシングピース所属。京都教育大学教育学部発達教育専攻（体育学）卒業。身長は173cm、血液型はA型。

## 来歴
- 第15回 全関西ミニバスケットボール交歓大会出場。

- 第8回 全国ミニバスケットボール優勝大会出場。

- 第6回 西日本中学生バスケットボール交歓大会出場。

- 2002年、京都教育大学卒業後に俳優活動開始。

- 2017年よりミッシングピースに所属。

## 出演作品

### 映画
- 「焦げ女、嗤う」監督：瀬川浩志　 第11回TAMA NEW WAVEコンペティションノミネート最優秀男優賞ノミネート
- 「悪魔」　TANIZAKI TRIBUTE 　監督：藤井道人
- 「SARGASSO〜サルガッソー〜」 監督：A.T
- 「リップヴァンウィンクルの花嫁」 監督：岩井俊二
- 「はりこみ」監督：板垣雄亮（2017）
- 「コードブルー　〜ドクターヘリ緊急救命〜劇場版」 監督：西浦正記
- 「shell and joint」 監督：平林勇（2019）
- 「アストラル・アブノーマル鈴木さん」 監督：大野大輔（2019）
- 「あなたみたいに、なりたくない。」 監督：川崎僚　(2020)
- 「それぞれ、たまゆら」 監督/脚本：土田英生 (2020)
- 「カム・アンド・ゴー」 監督：リム・カーワイ (2020)
- 「キリエのうた」監督：岩井俊二（2023）
- 「ゴジラ-1.0」（2023年11月3日公開、東宝）
- 「心のありか」監督：上原三由樹（2023年）[1]
- 「朝をさがして」監督：常間地裕（2024）[2]

### テレビドラマ
- 100万円の女たち （2017年、テレビ東京）
- 弱虫ペダルSeason2（2017年、BSスカパー）
- 無用庵隠居修行（2017年、テレビ朝日）
- 会社は学校じゃねぇんだよ（2018年、AbamaTV）
- My Life, My Road 〜サトミの闘い〜（2018年、BS日テレ）
- ドキュメンタリードラマ「蘇る太陽の塔“閉塞する日本人”へのメッセージ」 （2018年、NHK BSプレミアム）
- 健康で文化的な最低限度の生活（2018年、カンテレ）
- くノ一忍法帖（2018年、BSジャパン）
- ＃アスアブ鈴木（2018年、Youtubeドラマ）
- 日曜プライム 「西村京太郎トラベルミステリー70」（2019年、テレビ朝日） - 柴田英太郎
- 大河ドラマ（NHK）
  - 麒麟がくる（2020年）
  - 青天を衝け（2021年） - 佐藤政養 役
- 家裁の人（2020年、テレビ朝日）
- ドラマ×マンガ「あとかたの街 ～12歳の少女が見た戦争～」（2020年、NHK BSプレミアム）
- 相棒 season19 第10話（2020年、テレビ朝日） - 虎鉄 役
- 相棒 season22 第9話（2023年、テレビ朝日） - 虎鉄 役
- しずかちゃんとパパ（2022年、NHK BSプレミアム） - 有田修平 役
- 何かおかしい 第2話（2022年6月8日、テレビ東京） - 片桐 役
- 特捜9 season6 第1話（2023年、テレビ朝日） - 遠田秀平 役
- 初恋、ざらり 第1話（2023年7月8日、テレビ東京） - 飲み客 役
- 猫カレ -少年を飼う- 第3話 - （2023年、BSテレ東） - 遠野和仁 役[3]
- RoOT / ルート（2024年4月3日 - 、テレビ東京） - 山本 役[4][5]
- 滅相も無い（2024年4月17日 - 6月5日、MBS・TBS）[6]
- 君が獣になる前に 第3話・第5話・第6話（2024年4月20日・5月4日・11日、テレビ東京）[7]
- ダブルチート 偽りの警官 Season2 第4話（2024年7月20日、WOWOW） - 相馬高志 役[8]
- ビリオン×スクール 第5話（2024年8月2日、フジテレビ） - 松下健一 役[9]
- アンサンブル 第5話 （2025年2月15日、日本テレビ） - 江藤博 役
- クジャクのダンス、誰が見た？ 第6話（2025年2月28日、TBS） - 津寺井幸太 役
- あなたを奪ったその日から 第4話 （2025年5月12日、関西テレビ） - 面接官 役
- スティンガース 警視庁おとり捜査検証室（2025年7月22日 - 、フジテレビ） - 桐野正弘 役[10]

### ウェブドラマ
- 箱庭のレミング（2021年6月24日、ABEMA） - ニュースショー司会者 役
- スーツケース・ジャーニー（2021年12月21日・22日、北欧、暮らしの道具店） - バーテンダー 役[11]

### 舞台
- 「推定恋愛＋vol.2」＠天現寺・多聞ホール　　原作・脚本：森浩美　　演出：千代 將太
- 「トランス」＠Space 雑遊 　作：鴻上尚史 　演出：板垣雄亮（2015年7月）
- 「悪党」InnocentSphere 本公演　＠座・高円寺　作・演出：西森英行（2016年4月）
- 「テノヒラサイズの人生大車輪」作・演出：オカモト國ヒコ（2017年10月）
- 家族草子「じゃあまたな」　原作・脚本：森浩美　　演出：保倉大朔（2018年4月）
- 劇団た組「心臓が濡れる」　作・演出：加藤拓也（2018年7月）
- 家族草子「イブのクレヨン」 　原作・脚本：森浩美 　演出：保倉大朔（2018年12月）
- 劇団た組「在庫に限りはありますが」　作・演出：加藤拓也（2019年4月）
- 劇団た組「誰にも知られず死ぬ朝」  　作・演出：加藤拓也 （2020年2月）
- 劇団た組「私は私の家を焼くだけ」 　作・演出：加藤拓也  （2020年12月）

### CM
- パロマ エコジョーズシリーズ BRIGHTS「新しい給湯器がやってきた」篇（2020年 - ）[12] - 池田香織[12]・岡田六花[13]と共演